# Santa Eulàlia de Ronçana
Santa Eulàlia de Ronçana (em catalão e oficialmente) ou Santa Eulalia de Ronsana (em castelhano) é um município da Espanha na comarca de Vallès Oriental, província de Barcelona, comunidade autónoma da Catalunha. Tem 14,2 km² de área e em 2021 tinha 7 538 habitantes (densidade: 530,8 hab./km²).

## Demografia
| Variação demográfica do município entre 1991 e 2004[carece de fontes?] | Variação demográfica do município entre 1991 e 2004[carece de fontes?] | Variação demográfica do município entre 1991 e 2004[carece de fontes?] | Variação demográfica do município entre 1991 e 2004[carece de fontes?] |
| ---------------------------------------------------------------------- | ---------------------------------------------------------------------- | ---------------------------------------------------------------------- | ---------------------------------------------------------------------- |
| 1991                                                                   | 1996                                                                   | 2001                                                                   | 2004                                                                   |
| 3029                                                                   | 4049                                                                   | 4950                                                                   | 5468                                                                   |